# 남수단의 국가
남수단 만세!(영어: South Sudan Oyee!)는 남수단의 국가로, 2010년 8월 수단 인민 해방 운동의 남수단 국가위원회가 개최한 남수단 국가 공모전에서 선정되었다. 국립 주바 대학교 학생들과 교수들이 작곡했으며 가사는 《쿠슈의 땅》을 바탕으로 한 것이다. 2011년 7월 남수단의 독립과 함께 국가로 채택되었다.

## 영어와한국어가사
남수단 만세!

Oh God,

오 하느님,

We praise and glorify You

우리는 당신을 찬송하고 찬미합니다.

for Your grace on South Sudan,

남수단에 베푸신 당신의 은총에 대해,

Land of great abundance

풍부한 자산을 가진 땅에서

uphold us united in peace and harmony.

우리를 평화와 조화 속에서 단결시켜 주소서.

Oh motherland,

오 모국이여,

we rise raising flag with the guiding star

우리는 길잡이가 될 별이 그려진 깃발을 들고 일어나

and sing songs of freedom with joy,

즐거움으로 자유의 노래를 부르며,

for justice, liberty and prosperity

정의와 자유와 번영이

shall forever more reign.

언제까지나 임하도록 노래하였다네.

Oh great patriots,

위대한 애국자들이여,

let us stand up in silence and respect,

우리는 침묵과 존경 속에 서노라.

saluting our martyrs whose blood

우리의 순교자가 흘린 피가

cemented our national foundation,

나라의 기반을 다졌음을 기억하며

we vow to protect our Nation

우리는 우리 나라를 지키기를 맹세하노라.

Oh God, bless South Sudan.

오 하느님, 남수단을 축복하소서.

## 같이 보기
- 남수단의 국기
- 남수단의 국장